# Rivière Boyer (rivière Missouri)
Pour les articles homonymes, voir Boyer et Rivière Boyer.
La rivière Boyer est un affluent de la rivière Missouri, 189,9 km de long, dans l'ouest de Iowa aux États-Unis. La plupart des tronçons du cours de la rivière ont été redressés et canalisée.
La rivière Boyer doit son nom à un colon qui a chassé et piégé dans le bassin versant avant l'époque de Lewis et Clark. Explorateurs, y compris Lewis et Clark, Jean-Jacques Audubon et Prince Maximilian zu Wied-Neuwied, a traversé la région près de l'embouchure du Boyer alors qu'ils remontaient la Rivière Missouri. Cette zone fait maintenant partie de la Boyer Chute Réserve nationale de faune (NWR). Il s'agissait à l'origine d'une île de sable et de sédiments déposée dans la rivière Missouri par la rivière Boyer. Progressivement, la rivière Missouri a érodé un chenal majeur (chute) à travers les sédiments; ceci est devenu connu sous le nom de Boyer Chute, et était le canal préféré utilisé par les explorateurs et les commerçants jusqu'au Missouri a finalement changé de cap.

## Cours
La rivière Boyer prend sa source près de Storm Lake dans le sud-ouest Comté de Buena Vista et s'écoule initialement vers le sud dans le comté de Sac. Dans le sud du comté de Sac, il tourne vers le sud-ouest et traverse les comtés de Crawford, Harrison et comté de Pottawattamie, devant les villes de Deloit, Denison, Arion, Dow City, Dunlap, Woodbine, Logan et Missouri Valley. Il pénètre dans la rivière Missouri, dans le nord-ouest du comté de Pottawattamie, 20,9 km au nord de Council Bluffs.
À Denison, la rivière Boyer recueille la rivière Boyer Est (Anglais: East Boyer River), qui monte dans le nord-ouest comté de Carroll et coule vers le sud-ouest Vail. Dans le sud-ouest du comté de Harrison, il recueille le Willow River.